# Ethos
Ethos (em grego antigo ἔθος: 'hábito, costume, uso'; ἦθος 'caráter, disposição, costume, hábito') é o conjunto de traços e modos de comportamento que conformam o caráter ou a identidade de uma coletividade.
Em Antropologia, é uma espécie de síntese dos costumes de um povo. O termo indica quais os traços característicos de um grupo humano qualquer que o diferenciam de outros grupos sob os pontos de vista social e cultural. Portanto, trata-se da identidade social de um grupo. Nomeamente Pode definir-se como a síntese, a identidade, de uma nação e daqueles que lá vivem.
Ethos conduz ao modo de ser, o caráter. Isso indica o comportamento do ser humano e originou a palavra ética.
Entre os gregos antigos, a palavra ethos significava, originalmente, a morada do homem, isto é, a natureza. Uma vez modificada pela atividade humana, sob a forma de cultura, a regularidade própria dos fenômenos naturais é transposta para a dimensão dos costumes de uma determinada sociedade. Em vez da ordenação observável no ciclo dos fenômenos naturais (marés, fases da Lua e do dia, por exemplo), a cultura promove a sua própria ordenação, ao estabelecer normas e regras de conduta que devem ser observadas por seus membros. Assim, os gregos compreendiam que o homem habita o ethos, entendido como a expressão normativa da sua própria natureza. Embora constitua uma criação humana, tal expressão normativa pode ser simplesmente observada, como no caso das ações por hábito. Pode-se também questionar e discutir o ethos a partir de um distanciamento consciente. Neste caso, adentramos o terreno da ética, que é o discurso racional sobre o ethos.

## Etimologia
O vocábulo ethos é uma transliteração de dois termos gregos: ēthos (ἦθος – com eta inicial) e ethos (ἔθος – com épsilon inicial). Essas duas grafias de ethos existentes no grego dão origem a duas acepções distintas da palavra. O ēthos, grafado com eta (η) inicial, designa a morada do homem e do animal (zóon) em geral. Este sentido de 'lugar de estada permanente e habitual', de 'abrigo protetor' (morada), é a raiz semântica que origina a significação do ethos como costume, estilo de vida e ação. Por sua vez, o ethos, com épsilon (ε) inicial, refere-se ao comportamento que resulta de um constante repetir dos mesmos atos, um comportamento que ocorre frequentemente, mas não sempre e tampouco em decorrência de uma necessidade natural. O ethos expressa, nesse caso, uma constância no agir contraposta ao impulso do desejo, denotando uma orientação habitual para agir de certa maneira. Ele se desdobra, assim, como espaço da formação do hábito, entendido como disposição permanente para agir de acordo com os imperativos de realização do bem, tornando-se lugar privilegiado de inscrição da práxis humana.